# Kelapa Pati
Kelapa Pati is een bestuurslaag in het regentschap Bengkalis van de provincie Riau, Indonesië. Kelapa Pati telt 6916 inwoners (volkstelling 2010).